# César/Beste Regie

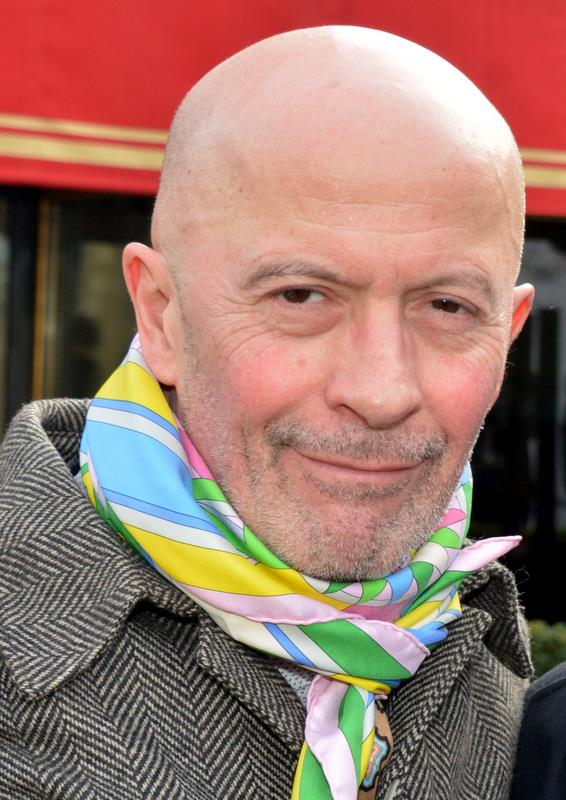
Preisträger 2025: Jacques Audiard für Emilia Pérez

Der César in der Kategorie Beste Regie (Meilleur réalisation, früher Meilleur réalisateur) wird seit 1976 verliehen. Die Mitglieder der Académie des Arts et Techniques du Cinéma vergeben ihre Auszeichnungen für die besten Filmproduktionen und Filmschaffenden rückwirkend für das vergangene Kinojahr.
Zwischen 2016 und 2020 verhinderte eine Richtlinie, dass ein Film sowohl in der Kategorie Beste Regie als auch Bester Film ausgezeichnet werden konnte.
| Statistik                         | Name           | Anzahl | Jahr                                           |
| --------------------------------- | -------------- | ------ | ---------------------------------------------- |
| Häufigste Auszeichnungen          | Roman Polański | 5      | 1980, 2003, 2011, 2014, 2020                   |
| Häufigste Nominierungen           | Alain Resnais  | 8      | 1978, 1981, 1985, 1987, 1994, 1998, 2004, 2007 |
| Häufigste Nominierungen ohne Sieg | Claude Miller  | 7      | 1977, 1978, 1982, 1986, 1989, 2004, 2008       |

Die unten aufgeführten Filme werden mit ihrem deutschen Verleihtitel (sofern vorhanden) angegeben, danach folgt in Klammern in kursiver Schrift der französische Originaltitel. Die Nennung des französischen Originaltitels entfällt, wenn deutscher und französischer Filmtitel identisch sind. Die Gewinner stehen hervorgehoben an erster Stelle.

## 1970er-Jahre
1976
Bertrand Tavernier – Wenn das Fest beginnt … (Que la fête commencev…)
- Robert Enrico – Das alte Gewehr (Le vieux fusil)
- Jean-Paul Rappeneau – Die schönen Wilden (Le sauvage)
- François Truffaut – Die Geschichte der Adèle H. (L’histoire d’Adèle H.)

1977
Joseph Losey – Monsieur Klein
- Claude Miller – Unser Weg ist der beste (La meilleure façon de marcher)
- Bertrand Tavernier – Der Richter und der Mörder (Le juge et l’assassin)
- André Téchiné – Barocco

1978
Alain Resnais – Providence
- Luis Buñuel – Dieses obskure Objekt der Begierde (Cet obscur objet du désir)
- Claude Miller – Süßer Wahn (Dites-lui que je l’aime)
- Pierre Schœndœrffer – Der Haudegen (Le crabe-tambour)

1979
Christian de Chalonge – Das Geld der anderen (L’argent des autres)
- Michel Deville – Ohne Datenschutz (Le dossier 51)
- Ariane Mnouchkine – Molière
- Claude Sautet – Eine einfache Geschichte (Une histoire simple)

## 1980er-Jahre
1980
Roman Polański – Tess
- Costa-Gavras – Die Liebe einer Frau (Clair de femme)
- Jacques Doillon – Ein kleines Luder (La drôlesse)
- Joseph Losey – Don Giovanni

1981
François Truffaut – Die letzte Metro (Le dernier métro)
- Jean-Luc Godard – Rette sich, wer kann (das Leben) (Sauve qui peut (la vie))
- Alain Resnais – Mein Onkel aus Amerika (Mon oncle d’Amérique)
- Claude Sautet – Der ungeratene Sohn (Un mauvais fils)

1982
Jean-Jacques Annaud – Am Anfang war das Feuer (La guerre du feu)
- Pierre Granier-Deferre – Eine merkwürdige Karriere (Une étrange affaire)
- Claude Miller – Das Verhör (Garde à vue)
- Bertrand Tavernier – Der Saustall (Coup de torchon)

1983
Andrzej Wajda – Danton
- Jacques Demy – Ein Zimmer in der Stadt (Une chambre en ville)
- Jean-Luc Godard – Passion
- Bob Swaim – La Balance – Der Verrat (La balance)

1984
Ettore Scola – Le Bal – Der Tanzpalast (Le bal)
- Jean Becker – Ein mörderischer Sommer (L’été meurtrier)
- Claude Berri – Am Rande der Nacht (Tchao pantin)
- Maurice Pialat – Auf das, was wir lieben (À nos amours)
- François Truffaut – Auf Liebe und Tod (Vivement dimanche!)

1985
Claude Zidi – Die Bestechlichen (Les ripoux)
- Alain Resnais – Liebe bis in den Tod (L’amour à mort)
- Éric Rohmer – Vollmondnächte (Les nuits de la pleine lune)
- Francesco Rosi – Carmen
- Bertrand Tavernier – Ein Sonntag auf dem Lande (Un dimanche à la campagne)

1986
Michel Deville – Gefahr im Verzug (Péril en la demeure)
- Luc Besson – Subway
- Claude Miller – Das freche Mädchen (L’effrontée)
- Coline Serreau – Drei Männer und ein Baby (Trois hommes et un couffin)
- Agnès Varda – Vogelfrei (Sans toit ni loi)

1987
Alain Cavalier – Thérèse
- Jean-Jacques Beineix – Betty Blue – 37,2 Grad am Morgen (37° 2 le matin)
- Claude Berri – Jean Florette (Jean de Florette)
- Bertrand Blier – Abendanzug (Tenue de soirée)
- Alain Resnais – Mélo

1988
Louis Malle – Auf Wiedersehen, Kinder (Au revoir les enfants)
- Jean-Loup Hubert – Am großen Weg (Le grand chemin)
- Patrice Leconte – Ein unzertrennliches Gespann (Tandem)
- Éric Rohmer – Der Freund meiner Freundin (L’ami de mon amie)
- André Téchiné – Die Unschuldigen (Les innocents)

1989
Jean-Jacques Annaud – Der Bär (L’ours)
- Luc Besson – Im Rausch der Tiefe (Le grand bleu)
- Claude Chabrol – Eine Frauensache (Une affaire de femmes)
- Michel Deville – Die Vorleserin (La lectrice)
- Claude Miller – Die kleine Diebin (La petite voleuse)

## 1990er-Jahre
1990
Bertrand Blier – Zu schön für Dich (Trop belle pour toi)
- Alain Corneau – Nächtliches Indien (Nocturne indien)
- Miloš Forman – Valmont
- Patrice Leconte – Die Verlobung des Monsieur Hire (Monsieur Hire)
- Bertrand Tavernier – Das Leben und nichts anderes (La vie et rien d’autre)

1991
Jean-Paul Rappeneau – Cyrano von Bergerac (Cyrano de Bergerac)
- Claude Berri – Uranus
- Luc Besson – Nikita
- Jacques Doillon – Der kleine Gangster (Le petit criminel)
- Patrice Leconte – Der Mann der Friseuse (Le mari de la coiffeuse)

1992
Alain Corneau – Die siebente Saite (Tous les matins du monde)
- Bertrand Blier – Merci la vie
- Maurice Pialat – Van Gogh
- Jacques Rivette – Die schöne Querulantin (La belle noiseuse)
- André Téchiné – Ich küsse nicht (J’embrasse pas)

1993
Claude Sautet – Ein Herz im Winter (Un cœur en hiver)
- Cyril Collard – Wilde Nächte (Les nuits fauves)
- Christine Pascal – Der Flug des Schmetterlings (Le petit prince a dit)
- Bertrand Tavernier – Auf offener Straße (L. 627)
- Régis Wargnier – Indochine

1994
Alain Resnais – Smoking / No Smoking
- Claude Berri – Germinal
- Bertrand Blier – Eins, zwei, drei, Sonne (Un deux trois soleil)
- Krzysztof Kieślowski – Drei Farben: Blau (Trois couleurs: Bleu)
- Jean-Marie Poiré – Die Besucher (Les visiteurs)
- André Téchiné – Meine liebste Jahreszeit (Ma saison préférée)

1995
André Téchiné – Wilde Herzen (Les roseaux sauvages)
- Luc Besson – Léon – Der Profi (Léon)
- Patrice Chéreau – Die Bartholomäusnacht (La reine Margot)
- Nicole Garcia – Der Lieblingssohn (Le fils préféré)
- Krzysztof Kieślowski – Drei Farben: Rot (Trois couleurs: Rouge)

1996
Claude Sautet – Nelly & Monsieur Arnaud (Nelly et Mr Arnaud)
- Josiane Balasko – Eine Frau für Zwei (Gazon maudit)
- Claude Chabrol – Biester (La cérémonie)
- Étienne Chatiliez – Das Glück liegt in der Wiese (Le bonheur est dans le pré)
- Mathieu Kassovitz – Hass (La haine)
- Jean-Paul Rappeneau – Der Husar auf dem Dach (Le hussard sur le toit)

1997
Patrice Leconte – Ridicule – Von der Lächerlichkeit des Scheins (Ridicule)

Bertrand Tavernier – Hauptmann Conan und die Wölfe des Krieges (Capitaine Conan)
- Jacques Audiard – Das Leben: Eine Lüge (Un héros très discret)
- Cédric Klapisch – Typisch Familie! (Un air de famille)
- André Téchiné – Diebe der Nacht (Les voleurs)

1998
Luc Besson – Das fünfte Element (The Fifth Element)
- Alain Corneau – Le Cousin – Gefährliches Wissen (Le cousin)
- Robert Guédiguian – Marius und Jeannette – Eine Liebe in Marseille (Marius et Jeannette)
- Manuel Poirier – Western
- Alain Resnais – Das Leben ist ein Chanson (On connaît la chanson)

1999
Patrice Chéreau – Wer mich liebt, nimmt den Zug (Ceux qui m’aiment prendront le train)
- Nicole Garcia – Place Vendôme
- Gérard Pirès – Taxi
- Francis Veber – Dinner für Spinner (Le dîner de cons)
- Erick Zonca – Liebe das Leben (La vie rêvée des anges)

## 2000er-Jahre
2000
Tonie Marshall – Schöne Venus (Venus beauté (institut))
- Jean Becker – Ein Sommer auf dem Lande (Les enfants du marais)
- Luc Besson – Johanna von Orleans (The Messenger: The Story of Joan of Arc)
- Michel Deville – Tagebuch eines Landarztes (La maladie de Sachs)
- Patrice Leconte – Die Frau auf der Brücke (La fille sur le pont)
- Régis Wargnier – Est-Ouest – Eine Liebe in Russland (Est-Ouest)

2001
Dominik Moll – Harry meint es gut mit dir (Harry, un ami qui vous veut du bien)
- Jean-Pierre Denis – Mörderisches Dienstmädchen (Les blessures assassines)
- Agnès Jaoui – Lust auf Anderes (Le goût des autres)
- Mathieu Kassovitz – Die purpurnen Flüsse (Les rivières pourpres)
- Patricia Mazuy – Die Schule der verlorenen Mädchen (Saint-Cyr)

2002
Jean-Pierre Jeunet – Die fabelhafte Welt der Amélie (Le fabuleux destin d’Amélie Poulain)
- Jacques Audiard – Lippenbekenntnisse (Sur mes lèvres)
- Patrice Chéreau – Intimacy
- François Dupeyron – Die Offizierskammer (La chambre des officiers)
- François Ozon – Unter dem Sand (Sous le sable)

2003
Roman Polański – Der Pianist (The Pianist)
- François Ozon – 8 Frauen (8 femmes)
- Costa-Gavras – Der Stellvertreter (Amen)
- Cédric Klapisch – L’auberge espagnole (L’auberge espagnole)
- Nicolas Philibert – Sein und Haben (Être et avoir)

2004
Denys Arcand – Die Invasion der Barbaren (Les invasions barbares)
- Lucas Belvaux – Cavale – Auf der Flucht (Cavale), Ein tolles Paar (Un couple épatant) und Nach dem Leben (Après la vie)
- Claude Miller – Die kleine Lili (La petite Lili)
- Jean-Paul Rappeneau – Bon Voyage
- Alain Resnais – Nicht auf den Mund (Pas sur la bouche)

2005
Abdellatif Kechiche – L’Esquive (L’esquive)
- Christophe Barratier – Die Kinder des Monsieur Mathieu (Les choristes)
- Arnaud Desplechin – Das Leben ist seltsam (Rois et reine)
- Jean-Pierre Jeunet – Mathilde – Eine große Liebe (Un long dimanche de fiançailles)
- Olivier Marchal – 36 – Tödliche Rivalen (36 quai des orfèvres)

2006
Jacques Audiard – Der wilde Schlag meines Herzens (De battre mon coeur s’est arrêté)
- Xavier Beauvois – Eine fatale Entscheidung (Le petit lieutenant)
- Jean-Pierre und Luc Dardenne – Das Kind (L’enfant)
- Michael Haneke – Caché
- Radu Mihăileanu – Geh und lebe (Va, vis et deviens)

2007
Guillaume Canet – Kein Sterbenswort (Ne le dis à personne)
- Rachid Bouchareb – Tage des Ruhms (Indigènes)
- Pascale Ferran – Lady Chatterley
- Philippe Lioret – Keine Sorge, mir geht’s gut (Je vais bien, ne t’en fais pas)
- Alain Resnais – Herzen (Cœurs)

2008
Abdellatif Kechiche – Couscous mit Fisch (La graine et le mulet)
- Olivier Dahan – La vie en rose (La môme)
- Claude Miller – Ein Geheimnis (Un secret)
- Julian Schnabel – Schmetterling und Taucherglocke (La scaphandre et le papillon)
- André Téchiné – Wir waren Zeugen (Les témoins)

2009
Jean-François Richet – Public Enemy No. 1 – Mordinstinkt (Mesrine: L’instinct de mort) und Public Enemy No. 1 – Todestrieb (Mesrine: L’ennemi public n°1)
- Rémi Bezançon – C’est la vie – So sind wir, so ist das Leben (Le premier jour du reste de ta vie)
- Laurent Cantet – Die Klasse (Entre les murs)
- Arnaud Desplechin – Ein Weihnachtsmärchen (Un conte de Noël)
- Martin Provost – Séraphine

## 2010er-Jahre
2010
Jacques Audiard – Ein Prophet (Un prophète)
- Lucas Belvaux – Lösegeld (Rapt)
- Xavier Giannoli – Der Retter (À l’origine)
- Philippe Lioret – Welcome
- Radu Mihăileanu – Das Konzert (Le concert)

2011
Roman Polański – Der Ghostwriter (The Ghost Writer)
- Mathieu Amalric – Tournée
- Olivier Assayas – Carlos – Der Schakal (Carlos)
- Xavier Beauvois – Von Menschen und Göttern (Des hommes et des dieux)
- Bertrand Blier – Der Klang von Eiswürfeln (Le bruit des glaçons)

2012
Michel Hazanavicius – The Artist
- Alain Cavalier – Pater
- Valérie Donzelli – Das Leben gehört uns (La guerre est déclarée)
- Aki Kaurismäki – Le Havre
- Maïwenn – Poliezei (Polisse)
- Olivier Nakache und Éric Toledano – Ziemlich beste Freunde (Intouchables)
- Pierre Schoeller – Der Aufsteiger (L’exercice de l’état)

2013
Michael Haneke – Liebe (Amour)
- Jacques Audiard – Der Geschmack von Rost und Knochen (De rouille et d’os)
- Stéphane Brizé – Der letzte Frühling (Quelques heures de printemps)
- Leos Carax – Holy Motors
- Benoît Jacquot – Leb wohl, meine Königin! (Les adieux à la reine)
- Noémie Lvovsky – Camille – Verliebt nochmal! (Camille redouble)
- François Ozon – In ihrem Haus (Dans la maison)

2014
Roman Polański – Venus im Pelz (La vénus à la fourrure)
- Arnaud Desplechin – Jimmy P. – Psychotherapie eines Indianers (Jimmy P. (Psychothérapie d’un Indien des plaines))
- Albert Dupontel – 9 mois ferme
- Asghar Farhadi – Le passé – Das Vergangene (Le passé)
- Guillaume Gallienne – Maman und ich (Les garçons et Guillaume, à table!)
- Alain Guiraudie – Der Fremde am See (L’inconnu du lac)
- Abdellatif Kechiche – Blau ist eine warme Farbe (La vie d’Adèle – Chapitre 1 & 2)

2015
Abderrahmane Sissako – Timbuktu
- Olivier Assayas – Die Wolken von Sils Maria
- Bertrand Bonello – Saint Laurent
- Thomas Cailley – Liebe auf den ersten Schlag (Les combattants)
- Robin Campillo – Eastern Boys – Endstation Paris (Eastern Boys)
- Thomas Lilti – Hippokrates und ich (Hippocrate)
- Céline Sciamma – Mädchenbande (Bande de filles)

2016
Arnaud Desplechin – Meine goldenen Tage (Trois souvenirs de ma jeunesse)
- Jacques Audiard – Dämonen und Wunder (Dheepan)
- Stéphane Brizé – Der Wert des Menschen (La loi du marché)
- Deniz Gamze Ergüven – Mustang
- Xavier Giannoli – Madame Marguerite oder die Kunst der schiefen Töne (Marguerite)
- Maïwenn – Mein ein, mein alles (Mon roi)
- Emmanuelle Bercot – La tête haute

2017
Xavier Dolan – Einfach das Ende der Welt (Juste la fin du monde)
- Houda Benyamina – Divines
- Bruno Dumont – Die feine Gesellschaft (Ma loute)
- Anne Fontaine – Agnus Dei – Die Unschuldigen (Les innocentes)
- Nicole Garcia – Die Frau im Mond – Erinnerung an die Liebe (Mal de pierres)
- François Ozon – Frantz
- Paul Verhoeven – Elle

2018
Albert Dupontel – Au revoir là-haut
- Mathieu Amalric – Barbara
- Robin Campillo – 120 BPM (120 battements par minute)
- Hubert Charuel – Bloody Milk (Petit paysan)
- Julia Ducournau – Raw (Grave)
- Michel Hazanavicius – Le Redoutable (Le redoutable)
- Éric Toledano und Olivier Nakache – Das Leben ist ein Fest (Le sens de la fête)

2019
Jacques Audiard – The Sisters Brothers
- Emmanuel Finkiel – Der Schmerz (La douleur)
- Jeanne Herry – In sicheren Händen (Pupille)
- Xavier Legrand – Nach dem Urteil (Jusqu’à la garde)
- Gilles Lellouche – Ein Becken voller Männer (Le grand bain)
- Alex Lutz – Guy
- Pierre Salvadori – Lieber Antoine als gar keinen Ärger (En liberté!)

## 2020er-Jahre
2020
Roman Polanski – Intrige (J’accuse)
- Nicolas Bedos – Die schönste Zeit unseres Lebens (La belle époque)
- Arnaud Desplechin – Im Schatten von Roubaix (Roubaix, une lumière)
- Ladj Ly – Die Wütenden – Les misérables (Les misérables)
- François Ozon – Gelobt sei Gott (Grâce à Dieu)
- Céline Sciamma – Porträt einer jungen Frau in Flammen (Portrait de la jeune fille en feu)
- Éric Toledano und Olivier Nakache – Alles außer gewöhnlich (Hors normes)

2021
Albert Dupontel – Was dein Herz dir sagt – Adieu ihr Idioten! (Adieu les cons)
- Sébastien Lifshitz – Jugend (Adolescentes)
- Maïwenn – DNA (ADN)
- Emmanuel Mouret – Leichter gesagt als getan (Les choses qu’on dit, les choses qu’on fait)
- François Ozon – Sommer 85 (Été 85)

2022
Leos Carax – Annette
- Audrey Diwan – Das Ereignis (L’événement)
- Julia Ducournau – Titane
- Xavier Giannoli – Verlorene Illusionen (Illusions perdues)
- Arthur Harari – Onoda – 10.000 Nächte im Dschungel (Onoda, 10 000 nuits dans la jungle)
- Cédric Jimenez  – Bac Nord – Bollwerk gegen das Verbrechen (BAC Nord)
- Valérie Lemercier – Aline – The Voice of Love (Aline)

2023
Dominik Moll – In der Nacht des 12. (La nuit du 12)
- Louis Garrel – Verkehrte Welt (L’innocent)
- Cédric Jimenez – November (Novembre)
- Cédric Klapisch – Das Leben ein Tanz (En corps)
- Albert Serra – Pacifiction (Pacifiction: Tourment sur les îles)

2024
Justine Triet – Anatomie eines Falls (Anatomie d’une chute)
- Catherine Breillat – Im letzten Sommer (L’été dernier)
- Thomas Cailley – Animalia (Le règne animal)
- Jeanne Herry – All eure Gesichter (Je verrai toujours vos visages)
- Cédric Kahn – Der Fall Goldman (Le procès Goldman)

2025
Jacques Audiard – Emilia Pérez
- Matthieu Delaporte, Alexandre de La Patellière – Der Graf von Monte Christo (Le Comte de Monte-Cristo)
- Alain Guiraudie – Misericordia (Miséricorde)
- Gilles Lellouche – L’amour ouf
- Boris Lojkine – L’histoire de Souleymane